# Stàroie Rogóvoie
Stàroie Rogóvoie (en rus: Старое Роговое) és un poble de l'óblast de Kursk, a Rússia, que en el cens del 2010 tenia 200 habitants. Pertany al districte rural de Gorxétxnoie.